# ورزشگاه گروتنبورگ
ورزشگاه گروتنبورگ (به آلمانی: Grotenburg-Stadion) یک ورزشگاه چندمنظوره در شهر کرفلد، نوردراین-وستفالن، آلمان است. این ورزشگاه بیشتر برای مسابقات فوتبال استفاده می‌شود و میزبان بازی‌های خانگی باشگاه فوتبال اوردینگن ۰۵ است. ورزشگاه در ۱۸ سپتامبر ۱۹۲۷ افتتاح شد و ظرفیت آن ۳۴٬۵۰۰ نفر است. 

## تاریخچه
ورزشگاه گروتنبورگ در ۱۸ سپتامبر ۱۹۲۷ به‌عنوان Grotenburg-Kampfbahn افتتاح شد. در دهه‌های ۱۹۷۰ و ۱۹۸۰، توسعه‌های قابل توجهی در ورزشگاه انجام شد، از جمله ساخت جایگاه‌های جدید. 

## گنجایش و امکانات
ورزشگاه دارای ظرفیت ۳۴٬۵۰۰ نفر است که شامل ۹٬۹۴۳ صندلی مسقف، ۴٬۴۸۵ جایگاه ایستاده مسقف و ۲۰٬۰۷۲ جایگاه ایستاده بدون سقف می‌باشد. 

## بازسازی و توسعه
از سال ۲۰۲۰، ورزشگاه تحت بازسازی و نوسازی قرار گرفته است تا با استانداردهای مدرن مطابقت داشته باشد. انتظار می‌رود این پروژه در بهار ۲۰۲۴ تکمیل شود. 

## موقعیت جغرافیایی
ورزشگاه در منطقه بوکوم در کرفلد واقع شده و در مجاورت باغ‌وحش کرفلد قرار دارد. 